# 15 أكتوبر
- السبت
- الأحد
- الاثنين
- الثلاثاء
- الأربعاء
- الخميس
- الجمعة

- 275 ربيع الآخر 1447  هـ
- 286 ربيع الآخر 1447  هـ
- 297 ربيع الآخر 1447  هـ
- 308 ربيع الآخر 1447  هـ
- 19 ربيع الآخر 1447  هـ
- 210 ربيع الآخر 1447  هـ
- 311 ربيع الآخر 1447  هـ
- 412 ربيع الآخر 1447  هـ
- 513 ربيع الآخر 1447  هـ
- 614 ربيع الآخر 1447  هـ
- 715 ربيع الآخر 1447  هـ
- 816 ربيع الآخر 1447  هـ
- 917 ربيع الآخر 1447  هـ
- 1018 ربيع الآخر 1447  هـ
- 1119 ربيع الآخر 1447  هـ
- 1220 ربيع الآخر 1447  هـ
- 1321 ربيع الآخر 1447  هـ
- 1422 ربيع الآخر 1447  هـ
- 1523 ربيع الآخر 1447  هـ
- 1624 ربيع الآخر 1447  هـ
- 1725 ربيع الآخر 1447  هـ
- 1826 ربيع الآخر 1447  هـ
- 1927 ربيع الآخر 1447  هـ
- 2028 ربيع الآخر 1447  هـ
- 2129 ربيع الآخر 1447  هـ
- 2230 ربيع الآخر 1447  هـ
- 231 جمادى الأولى 1447  هـ
- 242 جمادى الأولى 1447  هـ
- 253 جمادى الأولى 1447  هـ
- 264 جمادى الأولى 1447  هـ
- 275 جمادى الأولى 1447  هـ
- 286 جمادى الأولى 1447  هـ
- 297 جمادى الأولى 1447  هـ
- 308 جمادى الأولى 1447  هـ
- 319 جمادى الأولى 1447  هـ

15 أكتوبر أو 15 تشرين الأوَّل أو يوم 15 \ 10 (اليوم الخامس عشر من الشهر العاشر) هو اليوم الثامن والثمانين بعد المئتين (288) من السنة، أو التاسع والثمانين بعد المئتين (289) في السنوات الكبيسة، وفقًا للتقويم الميلادي الغربي (الغريغوري). يبقى بعده 77 يومًا على انتهاء السنة.

## أحداث
- 1529 انتهاء حصار فيينا الذي كان مفروضا عليها من الجيش العثماني بقيادة السلطان سليمان القانوني
- 1912 - ألفريد فاجنر يتمكن من صياغة نظرية الانجراف القاري.
- 1913 - تيمور بن فيصل يصبح سلطانًا لعمان ومسقط.
- 1918 - بلقاسم النكادي ينتصر على الفرنسيين في معركة البطحاء.
- 1946 - هيرمان غورينغ يحتسى السم ويموت منتحرًا قبل ساعات من تنفيذ حكم الإعدام فيه بعد إدانته في محكمة نورنبيرغ.
- 1950 - بداية دخول القوات الصينية للأراضي الكورية.
- 1951 - القوات البريطانية تنتشر في منطقة القناة لاحتلالها وذلك بعد موافقة البرلمان المصري على قرار رئيس الوزراء مصطفى النحاس بإلغاء معاهدة 1936.
- 1955 - تأسيس اتحاد إذاعات الدول العربية.
- 1963 - جلاء القوات الفرنسية عن تونس.
- 1964 - تفجير أول قنبلة ذرية صينية.
- 1969 - اغتيال الرئيس الصومالي عبد الرشيد علي شارماركي.
- 1990 - المؤتمر الشعبي الكويتي المنعقد في جدة يختتم أعماله بإصدار بيان ختامي شمل العديد من القضايا المتعلقة بتحرير الكويت من القوات العراقية المحتلة، وقد أعلن المؤتمر رفضه القاطع لاحتلال الكويت من قبل العراق، وإن لا مساومة ولا تفاوض على سيادة الكويت.
- 2003 - انتخاب إلهام علييف رئيسًا على أذربيجان خلفًا لوالده المريض حيدر علييف.
- 2004 - بدأ بث قناة الراي الكويتية لتكون أول قناة خاصة كويتية تبث من الكويت.
- 2008 - وزيرا الخارجية اللبناني فوزي صلوخ والسوري وليد المعلم يوقعان في دمشق على إعلان بدء العلاقات الدبلوماسية بين البلدين.
- 2012 - حكومة الفلبين وجبهة تحرير مورو الإسلامية توقعان اتفاقا إطاريا يفترض أن يرسي خلال أربع سنوات سلاما دائما وحكما ذاتيا للأقلية المسلمة في جزيرة مندتناو جنوبي البلاد.
- 2015 - علماء آثار أمريكيون يعلنون اكتشافهم أطلال مدينة سدوم مدينة قوم لوط المذكورة في القرآن الكريم والكتاب المقدس بعد عشر سنوات من التنقيب.

## مواليد
- 70 ق.م - ورغيليوس، شاعر روماني.
- 1608 - إيفانجيلستا تورشيللي، عالم فيزياء إيطالي.
- 1784 - المارشال توماس روبير بيجو، عسكري فرنسي.
- 1801 - رفاعة الطهطاوي، مفكر مصري.
- 1814 - ميخائيل ليرمنتوف، أديب روسي.
- 1844 - فريدرخ نيتشه، فيلسوف وشاعر ألماني.
- 1864 - جعفر أبو المكارم، فقيه وشاعر سعودي.
- 1878 - بول رينو، رئيس وزراء فرنسا.
- 1879 - جين دراويل، ممثلة أمريكية.
- 1916 - فؤاد الظاهري، موسيقي مصري.
- 1920 - ماريو بوزو، روائي أمريكي.
- 1926 - ميشيل فوكو، فيلسوف فرنسي.
- 1931 -
  - أبو بكر زين العابدين عبد الكلام، رئيس الهند.
- 1944 -
  - د.سالي باريشا، رئيس ألبانيا الثانى.
  - دافيد تريمبل، سياسي أيرلندي شمالي حاصل على جائزة نوبل للسلام.
- 1947 - عبد الرحمن السميط، داعية إسلامي وفارس العمل الخيري كويتي.
- 1951 - عبد المنعم أبو الفتوح، سياسي مصري.
- 1951 -هاني الملقي رئيس وزارء الأردن - سياسي أردني
- 1958 - مريم منت الحسان، مغنية صحراوية أسبانية.
- 1959 - ماساكو كاتسكي، ممثلة أداء صوتي يابانية.
- 1963 - جمال الردهان، ممثل كويتي.
- 1966 -
  - محيسن الجمعان، لاعب كرة قدم سعودي.
  - جورج كامبوس، لاعب كرة قدم مكسيكي.
- 1968 - ديدييه ديشامب، لاعب كرة قدم فرنسي.
- 1971 - أندي كول، لاعب كرة قدم إنجليزي.
- 1973 - ألفت عمر، ممثلة مصرية.
- 1975 -
  - فاطمة عبد الرحيم، ممثلة بحرينية.
  - بيتر راسموسن، حكم كرة قدم دنماركي.
  - غلين ليتل، لاعب كرة قدم إنجليزي.
- 1976 - رامز الأسود، ممثل سوري.
- 1977 - ديفيد تريزيغيه، لاعب كرة قدم فرنسي.
- 1978 - باتريسيو أوروتيا، لاعب كرة قدم إكودوري.
- 1979 -
  - بول روبنسون، لاعب كرة قدم إنجليزي.
  - ماريس فيرباكوفسكيس، لاعب كرة قدم لاتفي.
- 1981 -
  - جراح العتيقي، لاعب كرة قدم كويتي.
  - إيلينا ديمنتييفا، لاعبة كرة مضرب روسية.
  - صوفيا المريخ، مغنية مغربية.
- 1986 - لي دونغهي ، مغني في فرقة سوبر جونيور وممثل كوري
- 1988 - مسعود أوزيل، لاعب كرة قدم ألماني.

## وفيات
- 412 - البابا ثيوفيلس، بابا الإسكندرية.
- 912 - عبد الله بن محمد بن عبد الرحمن، أحد الخلفاء الأمويين في الأندلس.
- 1564 - أندرياس فيزاليوس، طبيب جراح وعالم تشريح فلمنكي (بلجيكي).
- 1817 - تاديوش كوسيوسكو، عسكري بولندي.
- 1934 - ريمون بوانكاريه، رئيس فرنسا العاشر.
- 1945 - بيير لافال، رئيس وزراء فرنسا.
- 1946 - هيرمان غورينغ، مؤسس البوليس السري الألماني / جيستابو.
- 1964 - كول بورتر، موسيقي أمريكي.
- 1967 - عبد الله الفضالة، مطرب وملحن وشاعر كويتي.
- 1969 - عبد الرشيد علي شارماركي، رئيس الصومال الثاني.
- 1987 - الرائد . توماس سانكارا، رئيس بوركينا فاسو الخامس.
- 2000 - كونراد بلوخ، عالم كيمياء حيوية أمريكي حاصل على جائزة نوبل في الطب عام 1964.
- 2010 - الشيخ مصطفى التريكي، رجل دين ليبي.
- 2012 - نورودوم سيهانوك، ملك كمبوديا.
- 2014 - عبد الحسين الصالحي، مؤرخ ديني إيراني-عراقي.
- 2018 -
  - بول ألين، رجل أعمال أمريكي، قام بإنشاء شركة مايكروسوفت بالمشاركة مع بيل غيتس.
  - أحمد عبد الوارث، ممثل مصري.
- 2024 -
  - أنطونيو سكارميتا، كاتب روائي تشيلي.
  - بلعيد لاكارن، حكم كرة قدم دولي جزائري.

## أعياد ومناسبات
- اليوم العالمي لغسل اليدين.
- عيد الجلاء في تونس.
- يوم المعلم في البرازيل.

## وصلات خارجية
- وكالة الأنباء القطريَّة: حدث في مثل هذا اليوم.
- BBC: حدث في مثل هذا اليوم.
- النيويورك تايمز: حدث في مثل هذا اليوم.